# Madeleine Brès
Madeleine Brès, nascuda Madeleine Gebelin (Bolhargues, Llenguadoc, 25 de novembre de 1842-Montrouge, 30 de novembre de 1921) va ser la primera dona que obtingué un doctorat en medicina a l'estat francès el 1875. A desgrat de l'obtenció d'un doctorat gràcies a la seva tesi sobre la composició de la llet materna i del seu títol del 1869 que li permetia exercia medicina, se li va vedar a partir del 1871 d'exercir als hospitals públics.